# Géorgiens de Russie
 (novembre 2015).
Si vous disposez d'ouvrages ou d'articles de référence ou si vous connaissez des sites web de qualité traitant du thème abordé ici, merci de compléter l'article en donnant les références utiles à sa vérifiabilité et en les liant à la section « Notes et références ».
Les Géorgiens de Russie (en géorgien : ქართველები რუსეთში, en russe : Грузины в России) sont des personnes ayant des origines géorgiennes vivant en Russie, principalement à Moscou (38 934 à 300 000 individus). Ils sont 157 803 officiellement mais ce nombre monte vers le million selon des statistiques.

## Répartitions en 2010
- Moscou : 38.934
- Kraï de Krasnodar : 17 826
- Oblast de Moscou : 10 556
- Ossétie-du-Nord-Alanie : 9 095
- Oblast de Rostov : 8 296
- Saint Pétersbourg : 8 274
- Kraï de Stavropol : 7 526

## Célèbres Géorgiens de Russie

### Chanteur, Chanteuse
- Keta Topuria : chanteuse dans le groupe kazakh Astudio née à Tbilissi.
- Diana Gurtskaya : chanteuse aveugle née à Soukhoumi. Elle a présenté la Géorgie à l'Eurovision 2008.
- Tamara Gverdtsiteli : chanteuse et actrice née à Tbilissi.
- Nina Sublatti : chanteuse née à Moscou. Elle a présenté la Géorgie à l'Eurovision 2015.
- Valery Meladze : chanteur né à Batoumi.
- Grigory Leps : chanteur né à Sotchi.

### Journaliste
- Tina Kandelaki : journaliste russe d'origine gréco-géorgienne par son père et arménienne par sa mère.